# The Prize Fighter Inferno
The Prize Fighter Inferno ist das Soloprojekt des Coheed-and-Cambria-Frontmannes Claudio Sanchez. Einem Interview zufolge hatte Sanchez während der Aufnahmen zu Good Apollo, I'm Burning Star IV, Volume One: From Fear Through the Eyes of Madness so viele Ideen, dass er prompt ein eigenes Album einspielte. Die auf dem Album My Brother's Blood Machine eingespielten Instrumente sind alle von Sanchez gespielt und aufgenommen worden. Das Album erschien am 31. Oktober 2006.

## Geschichte
Wie auch bei Coheed and Cambria erzählt My Brother's Blood Machine eine Geschichte voller Spannung, Trauer, Furcht und Angst.
Es geht um Inferno, auch als Jesse, der Bruder Coheeds, bekannt, der in den Amory Wars stirbt und auf der heutigen Erde wiederbelebt wird. Bevor er jedoch von den Amory Wars berichten kann, muss er von der Blood Machine erzählen.
Es geht um drei Familien: die Bleams, die McClouds und die Earlys. Cecilia McCloud ist in Johnny Early verliebt und will mit ihm durchbrennen, also nimmt sie ihre beiden Brüder, bei denen es sich um Zwillinge handelt, und will fliehen, jedoch bleibt Johnny aus Angst zurück und Cecilia flieht alleine mit ihren Brüdern in die Wälder.
Dort trifft sie die Bleam-Familie. Die beiden Brüder Longarm und Butchie werden von ihrer im Sterben liegenden Mutter beauftragt, Seelen für Gott zu sammeln, weil sie, wie sie denkt, eine göttliche Eingebung hatte.
Sie nehmen die Aufgabe an und konstruieren die Blood Machine, welche die Seelen der Verstorbenen aus ihren Körpern einfangen soll.

## Musik
Sanchez probiert auf My Brother's Blood Machine völlig neue Musikrichtungen aus. Das Album besteht aus einem Mix aus Folk Rock, Electronica und Pop. Unterstützt wird dieser Mix von der sehr hohen Stimme Sanchez'.
The Prize Fighter Inferno hebt sich musikalisch jedoch sehr stark von Coheed and Cambria ab.

## Diskografie
Alben
- 2006: My Brother's Blood Machine
- 2021: The City Introvert